# Ubiškė
Ubiškė är en ort i Litauen. Den ligger i den nordvästra delen av landet, 220 km nordväst om huvudstaden Vilnius. Ubiškė ligger 104 meter över havet och antalet invånare är 215.
Terrängen runt Ubiškė är platt. Runt Ubiškė är det ganska glesbefolkat, med 42 invånare per kvadratkilometer. Närmaste större samhälle är Telšiai, 16,0 km väster om Ubiškė. Omgivningarna runt Ubiškė är en mosaik av jordbruksmark och naturlig växtlighet.